# Tréflévénez
 Tréflévénez  (en bretón Trelevenez) es una población y comuna francesa, situada en la región de Bretaña, departamento de Finisterre, en el distrito de Brest y cantón de Ploudiry.

## Demografía
| 235 | 187 | 178 | 206 | 252 | 221 |
| Para los censos de 1962 a 1999 la población legal corresponde a la población sin duplicidades (Fuente: INSEE [Consultar]) |     |     |     |     |     |